# Linnaemya metocha
Linnaemya metocha là một loài ruồi trong họ Tachinidae.